# Rhinella henseli
Rhinella henseli är en groddjursart som först beskrevs av Lutz 1934.  Rhinella henseli ingår i släktet Rhinella och familjen paddor. IUCN kategoriserar arten globalt som livskraftig. Inga underarter finns listade i Catalogue of Life.